# Christopher Rinke
Pour les articles homonymes, voir Rinke.
Christopher Rinke est un lutteur canadien spécialiste de la lutte libre né le 26 octobre 1960 à Port Coquitlam.

## Biographie
Christopher Rinke participe aux Jeux olympiques d'été de 1984 à Los Angeles dans la catégorie des poids moyens et remporte la médaille de bronze.